# 沙塘鳢碘泡虫
沙塘鳢碘泡虫（学名：Myxobolus odontobutisus）为碘泡科碘泡虫属的动物。在中国，分布于江苏等，营寄生生活，寄生在沙塘鳢的肠。